# Hout Tat
Samdech Preah Mahā Somethea Dhipati Hout Tat (tiếng Khmer: ហួត តាត) là Đức Tăng Hoàng thứ V của hệ phái Tiểu thừa Vương quốc Campuchia. Ông được xem là nhân vật vĩ đại thứ hai sau Samdach Sangharājā Chuon Nath. Ông là thành viên của Ủy ban chuẩn bị và đánh giá Từ điển Khmer và là người đóng góp chính cho Phật giáo, Văn học, Văn hóa truyền thống, Học viện Phật giáo và Trường cao đẳng Pali.
Ông thông suốt đường đời, đường đạo, ngôn ngữ Pali, Sanskrit. Ông có thể sử dụng thông thạo khá nhiều ngoại ngữ khác nữa như: Anh, Pháp, Thái, Lào. Ngoài ra ông đọc được chữ Khmer cổ trên bia đá. Ông là bạn đồng hành thân thiết nhất của Ông Chuon Nath, nhân vật vĩ đại nhất của Campuchia.

## Tiểu sử
Hout Tat, sinh vào Chủ nhật, ngày 02 tháng 01 năm 1891 (Nhằm ngày 15 tháng 11 năm Nhâm Thìn, PL. 2435) tại làng Phsar Oudong, xã Vaing Chas, huyện Oudong, tỉnh Kampong Speu. Thân phụ thế danh là Hok Seng được gọi là Huot, thân mẫu thế danh là Nghet. Ông có bốn anh em như sau:
1. Bà Hout ⁣Sun 
2. Bà Hout Huoy 
3. Ông Hout Tat (Chính bản thân ông) 
4. Ông Hout Krouy
Năm lên 7 tuổi, ông được phụ mẫu đưa đến trường học quốc ngữ và toán học từ Hòa thượng Bổn sư Meas tại chùa Phrang, cho đến khi ông hiểu biết thành thạo.
Năm 13 tuổi, ông xuất gia thọ giới Sadi từ Hòa thượng Bổn sư Meas, một năm sau Hòa thượng Bổn sư bị lâm bệnh và viên tịch. Để tiếp tục con đường tầm sư học đạo, ông được giới thiệu lên chùa Ounalom, Phnôm Pênh và tá túc cùng Pháp sư Xua là cháu của Hòa thượng Bổn sư đã được nhắn nhũ dạy bảo Sadi Hout Tat khi Hoà Thượng còn tại thế.
Vài năm sau Pháp sư Xua bị lâm bệnh nặng và viên tịch. Ông không còn chỗ nương tựa như trước nữa. Bấy giờ ông đã 17 tuổi trưởng thành, ông chịu khó chăm chỉ học hành mãi cho đến 19 tuổi, ông đã am hiểu và có thể đứng lớp giảng dạy. Nên ông đã mạnh dạn nhận trách nhiệm dạy và nghiên cứu Tam Tạng kinh. Việc này làm cho tiếng tăm của ông lừng lẫy khắp nơi. Không những thế, thậm chí Đức Tăng Hoàng thứ I Nil Teang cũng chú trọng đến ông nhiều hơn trước.
Năm 1912 (Nhâm Tý PL.2456), ông đã tròn 20 tuổi. Ông đang say mê trong việc học hành và nghiên cứu Kinh Tạng. Ông thọ Đại giới Tỳ Kheo tại chùa Ounalom với Hòa thượng bổn sư là Đại lão Hòa thượng Nil Teang, cùng hai thầy Yết ma tụng tuyên ngôn cho ông là Thượng tọa Chan và Thượng tọa Kong.
Hout Tat được Hòa thượng Bổn sư ban cho pháp danh là Vajirapaño. Sau Khi thọ giới Tỳ khưu, ông nỗ lực theo đuổi học hành tinh tấn gấp bội.
Năm 1913 (Quý Sửu PL.2457), ông thi đỗ Maha Prayokha cấp IV của Phật học, là học vị cao nhất trong thời đại đó tại Đền Preah Keo Morakot, Phnôm Pênh, làm cho các vị A-char và ban giám khảo ai nấy đều phải khen ngợi.
Năm 1919 (Kỷ Mùi PL.2463), ông được bổ nhiệm làm Ủy viên của Hội đồng thành lập Từ điển Khmer.
Ngày 22 tháng 07 năm 1922 (Kỷ Mùi PL.2466), ông được Đức Tăng Hoàng bổ nhiệm làm Sangka Vija. Trong năm này, ông và Choun Nath được Chính phủ Hoàng gia Campuchia cử đi ngoại quốc học ngôn ngữ Pali, Sanskit từ Giáo sư David Phyno nguyên Hiệu trường trường Pháp ngữ Đông dương tại Hà Nội.
Năm 1924 (Giáp Tý PL.2468), sau khi trở về nước. Ông được bổ nhiệm làm Giáo sư dạy tiếng Pali, Sanskrit tại trường Pali cao cấp.
Năm 1948 (Mậu Tí PL. 2492), Ông được tấn phong giáo phẩm là Preah Podhivong.
Năm 1964 (Giáp Thìn PL. 2508), Ông được tấn phong giáo phẩm là Samdech Preah Podhivong.
Năm 1969 (Kỷ Dậu PL. 2513), Ông được tấn phong giáo phẩm là Samdech Preah Mahā Somethea Dhipati.
Năm 1970 (Canh Tuất PL. 2514), Ông được tấn phong giáo phẩm là Samdech Preah Mahā Somethea Dhipati Tăng Hoàng hệ phái Maha Nikaya.
Năm 1975 (Ất Mão PL.2519) ông qua đời, hưởng thọ 84 tuổi đời, 64 tuổi đạo.

## Nguyên nhân tử vong
Sự kiện ngày 17 tháng 04 năm 1975, chế độ diệt chủng Pol Pốt lên nắm quyền.
Lúc 09 giờ sáng cùng ngày, người dân nhận thấy có một chiếc xe Jeep quân sự màu đen chạy vào mời ông lên đài truyền thông quốc gia. Ngay sau đó tất cả người dân trong thủ đô Phnôm Pênh đều nghe được tiếng nói của ông phát sóng trực tiếp về thông tin thắng lợi, đoàn kết dân tộc và thống nhất đất nước của chế độ Pol Pốt.
Ông Pityathai là một viên quan chức chế độ Pol Pốt viết nhật ký với tiêu đề là "Mạng con vô giá, con phải sinh tồn". Trong quyển nhật ký này ông viết rất rõ về tiếng nói ngắn gọn của ông Hout Tat là "Đồng bào không nên hoản sợ, xin ngừng nội chiến, độc lập nhất định sẽ đến, đất nước ta sẽ hòa bình, dân chúng không khổ lầm than nữa, chúng ta đoàn kết xây dựng lại đất nước".
Sau khi ông tuyên bố, người ta nhận thấy Đại úy Michael John của quân đội Dân chủ Cộng hòa Khmer phát ngôn rằng "Chúng tôi yêu cầu tất cả quân binh hạ vũ khí xuống, tránh xảy ra thương vong. Chúng tôi đang đàm phán với anh em quân đội bên kia".
Nghe được bấy nhiêu, người ta nhận thấy một quan chức của chế độ Khmer Đỏ giành micro từ tay vị Đại úy và phát ngôn rằng "Chúng tôi chiến thắng bằng vũ lực, chứ không phải chiến thắng bằng việc đàm phán gì cả. Tất cả binh lính Dân chủ Cộng hòa Khmer nên sáp nhập vào quân ngủ của chúng tôi, quân đội Cách mạng chúng tôi đã chiến thắng toàn diện, chiến tranh phải được kết thúc ngay lúc này".
Một lúc sau, nhận thấy ông Hout Tat bị áp tải vào trong xe Jeep và chạy vụt ra khỏi Đài truyền thông quốc gia, không một ai biết ông tiếp tục bị áp giải về đâu nữa.
Theo nhật ký "Mạng con vô giá, con phải sinh tồn" của Piyathai viết khẳng định thêm rằng: "Ông Hout Tat được áp giải về chùa Ounalom, khi đó gia đình Piyathai đến đảnh lễ hỏi thăm và từ biệt ông với lòng nặng trĩu. Trong cùng ngày 17 tháng 04 năm 1975 bọn Khmer Đỏ tiếp tục áp giải ông về chùa Phrang, huyện Oudong, tỉnh Kampong Speu".
Dựa theo ông Veng Kut Heng là người tìm hiểu nguyên ngân tử vong của ông viết rằng "Vào ngày 18 tháng 04 năm 1975, người dân cho biết ông bị tử vong do bọn Khmer Đỏ ngoại đạo lái xe ủi cán trên người của ông tại chùa Phrang". Đây là sự kiện hết sức đau lòng dành cho nhân dân Campuchia đã mất đi một nhân tài của đất nước.

## Tác phẩm
1. Phật giáo tóm lược của Vương Quốc Campuchia
2. Nghiên cứu Phật giáo ở Campuchia từ cổ đại đến hiện tại (Xuất bản trên Tạp chí Ánh sáng Phật giáo số 02, ngày 01 tháng 04 năm 1961)
3. Về một số ngôi đền ở Angkor (1928)
4. Nhật ký (được đánh số trong bài báo "Tiểu sử của ông Hout Tat", được xuất bản trên Tạp chí Campuchia Soryo, năm thứ 38 tháng 06, DL.1966)

## Giáo phẩm
- Năm 1948 (Mậu Tí PL. 2492), Ông được tấn phong giáo phẩm là Preah Podhivong vào tuổi 57.
- Năm 1964 (Giáp Thìn PL. 2508), Ông được tấn phong giáo phẩm là Samdech Preah Podhivong vào tuổi 73. (Nghị định số 24-R.V, ngày 24 tháng 7 năm 1964).
- Năm 1969 (Kỷ Dậu PL. 2513), Ông được tấn phong giáo phẩm là Samdech Preah Mahā Somethea Dhipati vào tuổi 78.
- Năm 1970 (Canh Tuất PL. 2514), Ông được tấn phong giáo phẩm là Samdech Preah Mahā Somethea Dhipati Tăng Hoàng hệ phái Mahanikaya vào tuổi 79. Do Ngài Cheng Heng, Chủ tịch Quốc hội tấn phong.

## Tư tưởng
Trong cuộc sống, hãy làm việc cho có ích, đừng lãng phí sức lực. Vì sức lực không hoạt động thì nó sẽ bị mai mục theo sự lão hóa.